# Doak Walker
Ewell Doak Walker (* 1. Januar 1927 in Dallas, Texas; † 27. September 1998 in Steamboat Springs, Colorado) war ein amerikanischer American-Football-Spieler.
Er spielte zwischen 1945 und 1949 im College-Football-Bereich für die Mannschaft der Southern Methodist University und erhielt während seiner College-Laufbahn 1947 den Maxwell Award und ein Jahr später die Heisman Trophy für den besten Spieler. Im NFL Draft 1949 wurde er von den New York Bulldogs ausgewählt. Anschließend wurde er im Tausch für John Rauch, der an zweiter Stelle im selben Draft von den Detroit Lions ausgewählt wurde, an die Lions abgegeben. Für diese war er schließlich von 1950 bis 1955 aktiv. Er wurde 1950 zum NFL Rookie of the Year Award gewählt und gewann mit den Detroit Lions in den Jahren 1952 und 1953 die Meisterschaft der National Football League (NFL). In den Jahren 1950, 1951, 1953, 1954 und 1955 nahm er insgesamt fünfmal am Pro Bowl teil, dem All-Star-Spiel der NFL.
Doak Walker wurde 1959 in die College Football Hall of Fame und 1986 in die Pro Football Hall of Fame aufgenommen. Seine Rückennummer 37 wird bei den Detroit Lions nicht mehr vergeben. Nach ihm benannt ist der seit 1990 für den besten Runningback im College-Bereich verliehene Doak Walker Award. Er war zweimal verheiratet, in zweiter Ehe mit der Skiläuferin Gladys Werner, und Vater von vier Kindern. Im September 1998 starb er an den Folgen eines Skiunfalls, den er im Januar desselben Jahres erlitten hatte.